# Ilumina
"Ilumina" é uma canção da cantora brasileira, Ivete Sangalo lançada como quinto e último single do seu segundo álbum ao vivo, Multishow Ao Vivo: Ivete no Maracanã (2007).

## Videoclipe & Performances
O videoclipe da canção é retirado do DVD do Maracanã.
Ivete também cantou a música no Planeta Atlântida 2009.

## Sucesso
A música fez sucesso nas paradas do Hot 100 Brasil, alcançando mais um Top 10 para Ivete.
A música ficou na posição #6.